# Direct2Drive
Direct2Drive (viết tắt D2D) là một cửa hàng game trực tuyến cung cấp các tựa game PC thông qua download trực tiếp.
Vào ngày 25 tháng 5 năm 2011, GameFly đã mua lại Direct2Drive từ IGN Entertainment, Inc. và đổi tên dịch vụ thành GameFly Digital. Ngày 20 tháng 10 năm 2014, GameFly đã công bố trên trang web cho biết họ đã bán dịch vụ download kỹ thuật số cho AtGames Holding Ltd., và rằng việc chuyển đổi sẽ hoàn thành vào cuối năm nay. AtGames đã cho tung ra lại dịch vụ dưới cái tên gốc Direct2Drive.
Ra mắt vào năm 2004, IGN từng tuyên bố "tăng trưởng lũy tiến về mặt doanh thu" theo mốc thời gian đó. Nó đã cung cấp hơn 3.000 tựa game thông qua các mối quan hệ với hơn 300 nhà phát hành game.  Direct2Drive đã tài trợ hơn 10.000 USD tiền thưởng tại Liên hoan Game Độc lập (Independent Games Festival) gọi là D2D Vision Award, nhằm "tán dương các nhà phát triển độc lập thể hiện sự đổi mới trong thiết kế cùng với sự xuất sắc trong game-play".  Năm 2009, trang web đã gây tiếng vang khi từ chối bán trò Call of Duty: Modern Warfare 2 của hãng Activision do sự tích hợp của tựa game này với dịch vụ Steamworks của Valve. Người dùng mua Modern Warfare 2 từ nhà bán lẻ như Direct2Drive sẽ buộc phải tải xuống và cài đặt Steam client.